# Битва при Кумах 215 р до Р.Х (Друга Пунічна війна)
Битва при Кумах (лат . Cumae) — битва, що відбулася в 215 році до нашої ери між карфагенською армією Ганнібала та римською армією консула Тиберія Семпронія Гракха в контексті Другої Пунічної війни, яка закінчилася перемогою римлян.

## Історичний контекст
Після втрати Касіліно незадовго до інавгурації нових консулів і ротації військ, здійсненої для виведення легіонів із Сицилії на материк і переведення на острів легіону, сформованого з тих, хто вижив у Каннах , римська військова кампанія. Тиберій Семпроній Гракх, майстер кавалерії під час диктатури Марко Хуніо Пера, був обраний плебейським консулом і отримав командування консульською армією, що складалася з 8000 рабів, швидко набраних, і відповідних контингентів із союзників . Перезимувавши біля прибережного міста Сінуесса, армія Гракха рушила першою, перетнувши річку Вольтурно та розташувавшись табором у Літерно . Там Семпроніо Гракх був попереджений жителями Кум, що під час щорічного свята, яке відзначається всіма кампанськими народами поблизу міста Хамас, капуанці планують ув'язнити куманів . Потім Гракх, за день до свята, здійснив нічний напад на капуанський табір, убивши близько 2000 чоловік, а втративши близько 100 чоловік  . Ганнібал дізнався про подію у своєму таборі біля гори Тіфата і вирішив спробувати здивувати Семпронія Гракха, який, як він припускав, грабував табір капуанців. Але він, уже передбачаючи рух карфагенян, сховався в місці поблизу Кум.

## Хід битви
Коли Гракх прибув до Хамасу, він атакував з усіх воріт одночасно табір кампанів, які були зайняті релігійною церемонією. Він убив багатьох. Лівій пише, що було вбито понад 2 000 кампанійців, а також їхній власний лідер, Маріус Алфіцій. Багато хто потрапив у полон і було забрано 34 військові відзнаки. Втрати римлян, однак, склали менше 100 чоловік. Після цього Гракх, захопивши ворожий табір, поспішив відступити в стіни Куми, побоюючись, що Ганнібал може швидко дістатися до нього, оскільки він розташовувався на горі Тіфата, на північний схід від Капуї.

### Облога міста
Як тільки карфагенський полководець дізнався про ці факти, бо вважав, що зможе застати зненацька римську армію, що складалася з новобранців під Хамасом, він повів свою армію повз Капую форсованими маршами. Він знайшов табір кампанців порожнім від римських ворогів, зі слідами великої різанини, що відбулася, і розкиданими всередині тілами союзників кампанців. Хоча дехто вимагав негайної помсти, ведучи карфагенську армію до Кум, щоб штурмувати її, Ганнібал вважав за краще повернутися до таборів на горі Тіфата, оскільки у нього не було з собою нічого, окрім зброї. Наступного дня, втомившись від молитов кампанійців, Тиберій Семпроній Гракх повернувся до Куми з усім своїм військом і взяв її в облогу, розграбувавши околиці та розбивши табір за тисячу кроків від міста (1,5 км). Квінт Фабій Максим Веррукос, розташувавшись біля Калеса, не наважився перетнути Вольтурно.
Семпроній опинився в облозі, а карфагеняни готувалися до бою. У відповідь на їхню величезну дерев'яну вежу римляни поставили ще одну, вищу, використовуючи висоту стіни для підтримки вежі. Звідти римські воїни могли захищати місто, кидаючи каміння та дротики.
Коли карфагенська вежа досягла стін, римляни закидали її палаючим попелом, що спричинило пожежу. Карфагенські воїни в паніці кидалися з вежі, тікаючи до римського табору. Римляни прорвалися за мури і вчинили велике побоїще. Лівій пише, що того дня карфагеняни більше нагадували обложених, ніж тих хто влаштував облогу. Врешті-решт було вбито 1300 карфагенян і 59 взято в полон.

## Подальші події
Після несподіваного знищення штурмової вежі Ганнібала наступного дня Ганнібал вишикував свої війська в бойовий порядок на землі між своїм табором і містом, сподіваючись, що римляни дадуть відповідь на виклик, підбадьорені успіхом, але римський консул  не прийняти це. Почекавши деякий час, Ганнібал зняв облогу і повернувся до свого табору біля гори Тіфата, на околиці Капуї